# Marie Sarr Mbodj
Pour les articles homonymes, voir Sarr et Mbodj.
Marie Sarr Mbodj, née le 28 septembre 1935 à Thiès, est une femme politique sénégalaise, secrétaire d’État auprès du ministre de l’Éducation nationale chargée de l’enseignement technique et professionnel entre le 3 avril 1983 et le 2 janvier 1986, puis ministre de la Santé publique entre le 2 janvier 1986 et le 5 avril 1988 sous la présidence d'Abdou Diouf. Elle fut l'une des premières femmes de son pays à accéder à un portefeuille ministériel, et la première à détenir celui de la Santé.

## Biographie
Elle fait ses études primaires à l'école urbaine Filles de Thiès de 1943 à 1949, puis, après des études de mathématiques et de psychologie, elle réussit le concours de l'École normale, devenant par la suite inspecteur de l'enseignement technique. Selon un témoignage recueilli en 1999, elle n'avait jamais fait de politique avant sa première entrée au gouvernement en 1983.